# 平桥街道 (贵阳市)
平桥街道是中华人民共和国贵州省貴陽市花溪区下辖的一个街道办事处。
2012年8月14日，贵阳市人民政府通知决定撤销49个街道办事处，设立90个社区服务中心。
2020年1月10日，贵阳市人民政府通知决定撤销社区服务中心，恢复设立街道办事处。

## 行政区划
平桥街道下辖以下村级行政区划单位：
五山社区、北门社区、中曹社区、锦江社区、香江社区、兴隆社区、淮河社区、漓江社区、滨河社区、大寨村、尖山村、龙王村、中院村。